# Cathédrale Ouspenski
Pour les articles homonymes, voir Cathédrale d'Helsinki et Ouspenski.
La cathédrale de la Dormition, cathédrale de l'Assomption, cathédrale Ouspensky ou cathédrale Ouspenski, est la cathédrale du diocèse orthodoxe de la capitale finlandaise Helsinki au sein de l'Église orthodoxe de Finlande. 

## Histoire
Sur ordre de l'empereur Alexandre II de Russie, souverain du Grand-Duché de Finlande, elle est construite entre 1862 et 1868, année de sa consécration. Elle est dédiée à la Dormition de Marie mère de Dieu (ce qui dans l'orthodoxie, correspond à l'Assomption de la Vierge du catholicisme). 
Création de l'architecte Alexis Gornostaiev, un des fondateurs du style néo-russe, elle s'élève sur une colline de l'île de Katajanokka, un quartier à l'est du centre-ville et séparé de celui-ci par le canal de Katajanokka, qui est proche du monument. L'édifice est entouré par le parc de Tove Jansson. 